# Sakai Tadakatsu
Sakai Tadakatsu (酒井 忠勝 21 tháng 7 năm 1587 - 25 tháng 8 năm 1662) là một samurai thời Sengoku và là một daimyō đầu thời Edo của Nhật Bản. Ông nắm giữ nhiều chức vụ quan trọng trong triều đình của Mạc phủ Tokugawa.